# Călărași
Călărași (/kə.lə'raʃʲ/) – stolica okręgu w południowo-wschodniej Rumunii, na Nizinie Wołoskiej. Położone jest 12 km od bułgarskiej granicy i 125 km od Bukaresztu.
Călărași jest portem nad Dunajem (ramię Borcea) liczącym ok. 76 tys. mieszkańców (1989). Jest też ośrodkiem przemysłu metalurgicznego, odzieżowego, spożywczego (rybnego), celulozowo-papierniczego oraz węzłem drogowym (prom na Dunaju).
Miasto o długiej przeszłości historycznej zostało założone przez wołoską księżniczkę jako stacja na trasie do Stambułu, obsługiwanej przez jeźdźców (călărași). Przystanek rozrósł się z czasem i w 1834 roku zyskał rangę stolicy okręgu.

## Miasta partnerskie
- Bielsk Podlaski
- Mirosławiec
- Neapol
- Rivery
- Royal Palm Beach